# Ivar van Dinteren
Ivar Anthonie van Dinteren (Bussum, 3 maggio 1979) è un allenatore di calcio ed ex calciatore olandese, di ruolo centrocampista.